# ميركو أليلوفيتش
ميركو أليلوفيتش (بالكرواتية: Mirko Alilović) مواليد 15 سبتمبر 1985 في جمهورية البوسنة والهرسك الاشتراكية، جمهورية يوغوسلافيا الاشتراكية الاتحادية، هو لاعب كرة يد كرواتي يلعب كحارس مرمى. يلعب حاليا مع نادي فيسبرم لكرة اليد ويحمل الرقم 32. مثل منتخب كرواتيا لكرة اليد. شارك في دورة الألعاب الأولمبية الصيفية سنة 2008. حقق المركز الثاني في بطولة العالم لكرة اليد للرجال 2009.

## المسيرة الاحترافية
لعب مع أديمار ليون في الدوري الإسباني من سنة 2005 إلى 2010، ثم لعب مع نادي تسليه لكرة اليد في الدوري السلوفيني في موسم 2010–2011، ثم لعب مع نادي فيسبرم لكرة اليد في سنة 2011.

## سجل المنافسة
شارك في البطولات التالية:
- بطولة العالم لكرة اليد للرجال 2015
- بطولة أوروبا لكرة اليد للرجال 2012
- بطولة أوروبا لكرة اليد للرجال 2014
- بطولة أوروبا لكرة اليد للرجال 2016
- الألعاب الأولمبية الصيفية 2012

## الإنجازات
- الدوري المجري لكرة اليد:
  - الفوز: 2012، 2013، 2014، 2015
- دوري أبطال أوروبا لكرة اليد:
  - النهائي: 2015، 2016
  - نصف النهائي: 2014
- بطولة العالم لكرة اليد للرجال:
  - الميدالية الفضية: 2009
  - الميدالية البرونزية: 2013
- بطولة أوروبا لكرة اليد للرجال:
  - الميدالية الفضية: 2008، 2010
  - الميدالية البرونزية: 2012

## روابط خارجية
- ميركو أليلوفيتش على موقع الاتحاد الأوروبي لكرة اليد (الإنجليزية)
- ميركو أليلوفيتش على موقع اللجنة الأولمبية الدولية (الإنجليزية)
- ميركو أليلوفيتش على موقع أوليمبيديا (الإنجليزية)